# RTP Unia Racibórz
Le RTP Unia Racibórz est un club polonais de football basé à Racibórz.
Son équipe phare est l'équipe de football féminin, quadruple championne de Pologne. L'équipe masculine n'a connu que deux saisons dans l'élite polonaise (1964 et 1965).
(Ekstraliga),(Ekstraliga Kobiet).

## Historique
- 1946 : fondation du club sous le nom de KS Plania Racibórz
- 1949 : le club est renommé ZKS Chemik Racibórz
- 1949 : le club est renommé ZKS Unia Racibórz
- 1957 : le club est renommé KS Unia Racibórz
- 1997 : le club est renommé RTP Unia Racibórz

## Palmarès de l'équipe féminine

### Titres
- Champion de Pologne : 2009, 2010, 2011, 2012 et 2013
- Vainqueur de la Coupe de Pologne : 2010, 2011 et 2012

### Bilan saison par saison
Le tableau suivant retrace le parcours du club depuis 2005.
Parcours du club saison par saison
| Édition   | Ekstraliga kobiet          | I liga kobiet | Coupe de Pologne | Ligue des champions |
| 2005-2006 | -                          | 2e            | 1/2 Finaliste    |                     |
| 2006-2007 | -                          | 123e          |                  |                     |
| 2007-2008 | 3e                         | -             | Finaliste        |                     |
| 2008-2009 | Vainqueur                  | -             | 1/2 Finaliste    |                     |
| 2009-2010 | Vainqueur                  | -             | Vainqueur        | 1/16 finale         |
| 2010-2011 | Vainqueur                  | -             | Vainqueur        | 1/16 finale         |
| 2011-2012 | Vainqueur                  | -             | Vainqueur        | Phase él            |
| 2012-2013 | Vainqueur                  | -             | Finaliste        | 1/16 finale         |
| 2013-2014 | 10e arret en fin de 1re Ph | -             | 1/4 Finale       | 1/16 finale         |